# District de Mackenzie (Canada)
Pour les articles homonymes, voir District de Mackenzie et Mackenzie.

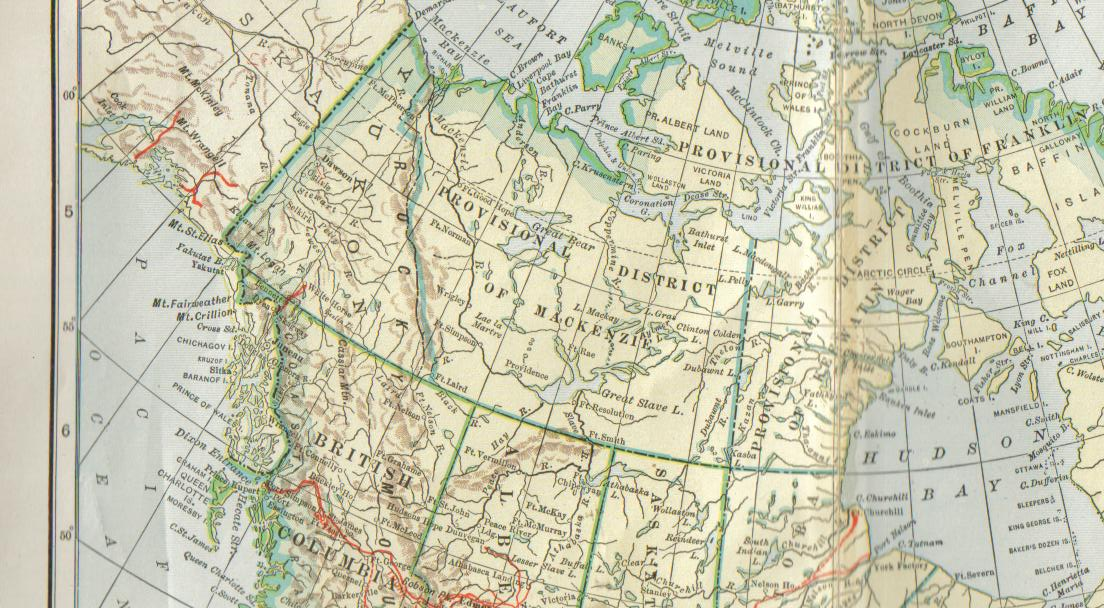
District de Mackenzie au Canada

Le district de Mackenzie était l'une des trois anciennes divisions administratives des Territoires du Nord-Ouest canadiens avant la création du Nunavut en 1999 (les deux autres divisions étant les districts de Keewatin et de Franklin). Ce district consistait principalement à la partie continentale ouest des Territoires, dont la majorité ne furent pas incorporés au Nunavut. Son espace correspond donc pour l'essentiel aux Territoires du Nord-Ouest tels qu'ils sont de nos jours.